# Jean-Marc Guillou

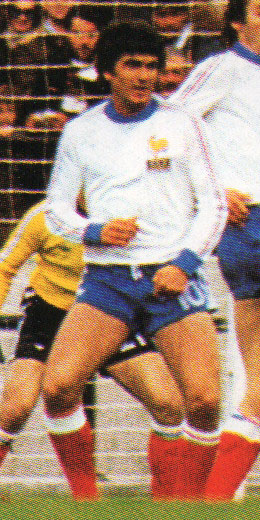
Jean-Marc Guillou

Jean-Marc Guillou (* 20. Dezember 1945 in Bouaye, Département Loire-Atlantique) ist ein ehemaliger französischer Fußballspieler und -trainer. Mit den von ihm gegründeten Fußballschulen (Académies JMG) insbesondere auf dem afrikanischen Kontinent gehört er zu den Förderern einer systematischen Ausbildung dortiger Talente, aber auch zu den Wegbereitern eines ständigen Spielernachschubs für den europäischen Fußball.

## Spielerkarriere

### In seinen Vereinen
Der wenige Kilometer südwestlich von Nantes aufgewachsene Jean-Marc Guillou erlernte als Kind und Jugendlicher bei zwei kleinen Amateurvereinen in Paimbœuf und Saint-Nazaire das Fußballspielen. Mit 20 ging der offensive Mittelfeldspieler dann aber nicht zum FC Nantes – gerade zum zweiten Mal in Folge französischer Meister geworden –, sondern zum SCO Angers; dort kam er in der Spielzeit 1966/67 zu seinem ersten Einsatz in Frankreichs höchster Liga. Nach einer Saison (1968/69) in der Division 2 spielte er mit Angers bis 1974 nahezu jährlich um die Meisterschaft mit, und der „intelligente, technisch brillante, kreative Spielmacher“ prägte „mit seinem Nonkonformismus“ die offensive Ausrichtung des SCO entscheidend. Den Titel konnte die Mannschaft allerdings nicht gewinnen; zwei vierte und ein fünfter Rang in der Abschlusstabelle waren in dieser Zeit ihre besten Platzierungen. Immerhin spielte Guillou 1972/73 sogar im UEFA-Pokal; darin setzte sich allerdings Dynamo Berlin mit 1:1 und 2:1 gegen den SCO Angers durch. Seine persönliche Leistung führte aber dazu, dass Nationaltrainer Ștefan Kovács ihn 1973 in den Kreis der französischen Nationalmannschaft berief. Bei Angers wurde Jean-Marc Guillou zudem sowohl 1973/74 als auch 1974/75 als bester Spieler der Division 1 ausgezeichnet und Ende 1975 zu Frankreichs Fußballer des Jahres gewählt. Dabei hatte der SCO Angers im Sommer 1975 als überraschender Tabellen-18. den Abstieg nicht vermeiden können.
Guillou wechselte daraufhin zum OGC Nizza, mit dem er ein Jahr später hinter der AS Saint-Étienne Vizemeister wurde. 1978 erreichte die Mannschaft von der Côte d’Azur das Endspiel um den französischen Pokal, in dem es für den Mittelfeldspieler aber erneut nicht zu einem Titelgewinn reichte: die Coupe de France gewann die AS Nancy, deren entscheidenden Treffer Michel Platini, Guillous offensives Pendant in der Nationalelf, erzielte. 1979 verließ Guillou Nizza und spielte zwei Jahre für den Schweizer A-Nationalligisten Xamax Neuchâtel, wo 1981 ein dritter Platz in der Abschlusstabelle heraussprang. Dennoch ging Jean-Marc Guillou anschließend nach Frankreich zurück, wo er den Zweitdivisionär FC Mulhouse als Spielertrainer 1982 in die erste Liga führte. Als die Elsässer aus dieser 1983 prompt wieder abstiegen, nahm Guillou ein letztes Engagement bei der AS Cannes an und beendete 1984 seine Spielerkarriere.
Vereinsstationen
- Sporting Club Paimbœuf (1956–1958, als Kind)
- Sporting Club Saint-Nazaire (1958–1966, als Jugendlicher)
- SCO Angers (1966–1975, davon 1968/69 in D2)
- OGC Nizza (1975–1979)
- Neuchâtel Xamax (1979–1981)
- FC Mulhouse (1981–1983, 1981/82 als Spielertrainer in D2)
- AS Cannes (1983/84 als Spielertrainer in D2)

### In der Nationalmannschaft
Zwischen März 1974 und Juni 1978 hat Jean-Marc Guillou 19 A-Länderspiele für Frankreich bestritten und dabei drei Treffer erzielt. Bereits bei seiner ersten Berufung in den Kader der Équipe Tricolore durch Ștefan Kovács (September 1973, ohne Einsatz) war er für einen Debütanten schon relativ alt gewesen. Dennoch gehörte er in den folgenden Jahren regelmäßig zum Kader der Bleus und wurde von Kovács' Nachfolger Michel Hidalgo auch für das französische Aufgebot bei der WM 1978 in Argentinien nominiert. Dort stand er in der Startelf bei der Auftaktpartie gegen Italien. Nach der 1:2-Niederlage berücksichtigte Hidalgo ihn nicht mehr − „nicht, weil er schlecht gespielt hatte, aber ich musste gegen Argentinien auf einigen Positionen umstellen“ − und berief ihn auch später nicht wieder.
Guillou hat auch gegen Mannschaften aus dem deutschsprachigen Raum zwei Länderspiele bestritten, beide gegen die DDR anlässlich der Qualifikation zur Europameisterschaft 1976. Beim 2:2 im November 1974 brachte sein Anschlusstreffer zum 1:2 die Franzosen ins Spiel zurück, elf Monate später im Leipziger Zentralstadion konnte er die französische 1:2-Niederlage aber auch nicht verhindern.

## Palmarès
- Französischer Vizemeister: 1976
- Französischer Pokalfinalist: 1978
- Gewinner der Étoile d’Or als saisonbester Spieler der Liga: 1973/74, 1974/75
- Frankreichs Fußballer des Jahres: 1975
- 19 A-Länderspiele, drei Tore
- 393 Spiele (26 Treffer) in der Division 1, davon 227/14 für Angers, 136/12 für Nizza, 30/0 für Mulhouse[5]

## Trainerkarriere und Fußballschulen in Afrika
Nach seinen vorangegangenen Erfahrungen als Spielertrainer hat Guillou ab 1985 zunächst gut ein Jahr lang Servette Genf trainiert. Anschließend begann er an der Elfenbeinküste mit dem Aufbau seiner ersten Fußballschule, der Académie de Sol Beni (eröffnet 1994) in Abidjan, und hat später diese Art von Einrichtung auch in weiteren Ländern (Algerien, Ägypten, Mali, Ghana, Madagaskar, Thailand) errichtet. In Abidjan leitet Guillou bis in die Gegenwart persönlich seinen Stab von Übungsleitern an und führt auch selbst Trainingseinheiten durch. 
Parallel dazu war er von 1993 bis 2000 als Trainer und in anderen Funktionen bei ASEC Mimosas tätig; der Verein diente dazu, vielen seiner jungen Spieler Matchpraxis zu ermöglichen, und profitierte mit zahlreichen Meistertiteln auch selbst von der Kooperation. Von 1999 bis 2000 beriet er zudem den Fußballverband der Elfenbeinküste; Anfang 2010 war er ein Favorit für die Nachfolge Vahid Halilhodžićs auf dem Trainerposten der ivorischen Nationalelf. Seit 2001 arbeitete er für den KSK Beveren, einen belgischen Klub, der als besonders guter „Abnehmer“ für afrikanische Talente galt: in dieser Zeit standen bei einzelnen Begegnungen bis zu elf Ivorer in Beverens Ligamannschaft. 2006 trennte der Verein sich von Guillou, nachdem ein Gericht Beveren zu einer Nachzahlung von über einer Million Euro an ASEC Mimosas verurteilt hatte.
Eine Vielzahl von Spielern, die heute in den großen europäischen Ligen unter Vertrag stehen, stammen aus Jean-Marc Guillous Ausbildungszentren, so beispielsweise Bonaventure und Salomon Kalou, Blaise Kouassi, Aruna Dindane, Bakari Koné, Didier Zokora, Kolo und Yaya Touré, Romaric, Gilles Yapi Yapo, Emmanuel Eboué, Arthur Boka, Gervinho und viele mehr. Aber es gibt auch die zahlreichen anderen, die bei unterklassigen Vereinen landen, nahezu in der Anonymität verbleiben und für wenig Geld spielen müssen.
Deshalb ist die Rolle Guillous und seiner Schulen in Staaten der Dritten Welt auch nicht unumstritten. Zwar helfen sie jungen Männern – darunter zahlreichen Straßenkindern in einem bürgerkriegsgeschüttelten Land – dabei, aus dem alltäglichen Elend in den Bidonvilles herauszukommen und ihren Traum, berühmte Fußballer zu werden, zu verwirklichen. Zudem erhalten sie dort nicht nur eine sportliche, sondern auch Allgemeinbildung vermittelt; Unterricht, Unterkunft und Verpflegung sind kostenlos. Andererseits wird beklagt, dass sie zu dem „Millionengeschäft mit der Hoffnung, … in dem es seriöse Manager, aber auch gewissenlose Schieber“ gibt, beitragen. Die Kritik gipfelt in Formulierungen wie „Kindesentführer“ (so Ex-UEFA-Präsident Lennart Johansson) und „Menschenhändler, die Afrika aussaugen“. Auch Guillou verdiene daran; dazu nutzte er seine guten Beziehungen wie etwa im Fall Kolo Tourés die zu Arsène Wenger, bei Cannes früher sein Trainerassistent und seit 1996 als Manager hauptverantwortlich bei Arsenal London tätig. Es sei zudem kein Zufall, so Raffaele Poli, dass Guillou sich „die frühere französische Kolonie Côte d’Ivoire ausgesucht [habe], um sein Projekt zu verwirklichen“.
Seit der Saison 2012/13 kooperiert Guillous algerische Dependanz, deren Schüler beim einheimischen Verein Paradou AC erste Ligaerfahrungen sammeln können, mit dem französischen Drittligisten Paris FC, um jungen afrikanischen Spielern einen Einstieg in den europäischen Fußball zu ermöglichen.